# Dong Khanh
Đồng Khánh (同慶) (1864-1889) was een keizer van Vietnam. Hij was de opvolger van Keizer Ham Nghi en was de negende keizer van de Nguyen-dynastie. Zijn volledige naam luidde Nguyen Phuoc Tuan (Nguyen Phuoc is de familienaam).
Dong Khanh regeerde van 19 september 1885 tot 28 januari 1889 onder de naam (nien hieu) Dong Khanh van 7 november 1885 tot 1 februari 1889. Zijn tempelnaam (mieu hieu) was Canh Tong. Na zijn overlijden kreeg hij de naam (dang ton hieu) Thuan Hoang De.
Dong Khanh werd opgevolgd door Thanh Tai.